# The Trial of Lee Harvey Oswald
The Trial of Lee Harvey Oswald è un film drammatico statunitense del 1964 diretto da Larry Buchanan. Il film, che si può considerare un'ucronia, mette in scena il processo a Lee Harvey Oswald, l'assassino del presidente John F. Kennedy, un processo nella realtà mai avvenuto perché Oswald fu ucciso pochi giorni dopo l'attentato da Jack Ruby.

## Trama
Dallas. Lee Harvey Oswald viene accusato dell'attentato al presidente John Fitzgerald Kennedy ed è sotto processo. Vengono chiamati a deporre diversi testimoni ed esperti tra cui il medico che per primo soccorse il presidente. L'accusato non testimonia e rimane silente per tutta la durata del processo.

## Produzione
Il film è stato prodotto dalla Falcon International Corp. e girato a Dallas, Texas.
È stato uno dei primi film correlati all'assassino del presidente Kennedy ed il primo in assoluto a portare in scena una realtà alternativa con un ipotetico processo ad Oswald, soggetto utilizzato negli anni seguenti anche in altre pellicole come la miniserie TV Il giorno che uccisero Kennedy (1977), con Ben Gazzara, o il documentario On Trial: Lee Harvey Oswald (1986).